# Alluyes
 Alluyes  là một xã thuộc tỉnh Eure-et-Loir trong vùng Centre-Val de Loire nước Pháp. Xã này nằm ở khu vực có độ cao trung bình 129 mét trên mực nước biển.
- Communes of the Eure-et-Loir department